# Lars Larsson (atleta)
Lars Larsson (Suecia, 17 de junio de 1911-29 de enero de 1993) fue un atleta  especializado en la prueba de 3000 m obstáculos, en la que consiguió ser campeón europeo en 1938.

## Carrera deportiva
En el Campeonato Europeo de Atletismo de 1938 ganó la medalla de oro en los 3000 m obstáculos, llegando a meta en un tiempo de 9:16.2 segundos, por delante del alemán Ludwig Kaindl  y del finlandés Alf Lindblad (bronce con 9:21.4 segundos).